# Маг, Эме
Эме Маг или Магт (фр. Aimé Maeght, 27 апреля 1906, Азбрук — 5 сентября 1981, Сен-Поль-де-Ванс) — французский литограф, издатель, крупнейший коллекционер и торговец современным искусством.

## Биография
В 1946 открыл в Париже художественную галерею, где выставлялись крупнейшие художники эпохи, с которыми Эме Мага связывала дружба, — Кандинский, Матисс, Брак, Леже, Боннар, Джакометти, Миро, Шагал, Колдер и многие другие. В том же году начал издавать журнал Derrière le Miroir (По ту сторону зеркала), посвящённый современному искусству (памяти Маргариты и Эме Маг был посвящён его 250-й номер за 1981 год, на № 253 выпуск журнала прекратился).
В 1964 при поддержке тогдашнего министра культуры Франции Андре Мальро создал в Сен-Поль-де-Ванс художественный фонд современного искусства — первый музей во Франции, который организован с участием художников. Он носит имя основателя, продолжает работать до нынешнего времени, принимая 200 тысяч посетителей в год. Сегодня в Фонде насчитывается свыше 10 тысяч экспонатов — в том числе, произведения Брама ван Вельде, Тапиеса, Чильиды, Алешинского, Юбака, Таль-Коата и др.
В 1960-1970-е годы был издателем двух влиятельных журналов поэзии и современного искусства — Éphémère (редколлегию составляли Жак Дюпен, Ив Бонфуа, Андре дю Буше и др.) и Argile (главный редактор — Клод Эстебан).
Издавал графику Миро, Джакометти и других современных мастеров с автографами авторов, выпустив в свет 12 тысяч названий